# Virgilio Marone Grammatico
Virgilio Marone Grammatico (...) è uno scrittore latino dell'alto Medioevo, autore di due trattati grammaticali intitolati Epitomae ed Epistolae.

## Biografia
Di lui si hanno pochissime notizie; diverse sono state le ipotesi fatte sulla provenienza, sulla datazione e il significato delle sue opere. Nelle Epitomae Virgilio racconta di essere terzo nella discendenza di tre grammatici con il medesimo nome: il primo Virgilio sarebbe stato allievo di Donato e avrebbe scritto settanta volumi sulle regole metriche e una lettera nella quale avrebbe spiegato la natura del verbo, indirizzata al secondo Virgilio, Asianus Virgilius, allievo di Donato di Troia, che "dicono vivesse mille anni" e che andò a Roma, dove conobbe Romolo e fondò una scuola di grammatica; il secondo Virgilio sarebbe stato alunno del primo e avrebbe scritto un libro sui dodici tipi di latino; il maestro di Virgilio, Enea, avrebbe percepito il genio del suo discepolo e dunque avrebbe dichiarato che egli dovesse chiamarsi Virgilio Marone, perché lo spirito del poeta latino viveva in lui: molto probabilmente il nome tramandato di questo autore è una finzione letteraria.

### Datazione
Il primo a identificare Virgilio come un certo Virgilius Tolosanus della fine del VI sec. fu Angelo Mai, a partire dalla testimonianza di Abbone di Fleury (tardo X sec.), ma a partire da quel momento si sono susseguite diverse ipotesi di datazione: le più estreme cronologicamente arrivavano a datare l’autore al V sec. (Zimmer e Meyer) fino al IX sec. (Osann). I limiti cronologici più convincenti sono stati proposti da Herren, che ha indicato come limite minimo il 636, anno della pubblicazione delle Etymologiae di Isidoro di Siviglia e il limite massimo i primi decenni dell’VIII sec., a partire dalle testimonianze di utilizzo letterario dell’opera virgiliana da parte di Beda e di Aldelmo di Malmesbury. L’uso di Isidoro da parte di Virgilio è provato dalla presenza di molte etimologie che presentano paralleli in specifiche parti delle Etymologiae, pur con la presenza di etimologie che divergono dalle indicazioni isidoriane; la sicura influenza di Isidoro esclude ogni datazione precedente all'inizio del VII sec., e tale limite è ulteriormente confermato dalla comparsa di numerose citazioni e riprese dell’opera di Virgilio solo a partire dalla seconda metà del VII sec. La lettera di Aldelmo di Malmesbury indirizzata a Heahfrith, datata nel 690, si conclude con un gruppo di versi tratti dalle Epistolae di Virgilio, pur con cambiamenti di parole e con il metro scorretto, che proverebbe la possibilità che Aldelmo avesse sotto gli occhi l’opera di Virgilio. L’influenza di Virgilio su Beda è questione aperta, anche se sembra che in certi momenti Beda favorisca Virgilio su Isidoro nell'etimologia di un nome; comunque in questo senso il 724, anno in cui Beda comincia a comporre il De temporum ratione, sembra il limite massimo per la composizione dell’opera di Virgilio.

### Provenienza
La grande maggioranza degli studiosi ha posto Virgilio in Gallia, più precisamente a Tolosa, pochi hanno diviso la sua carriera in Gallia o Spagna, considerando un trasferimento in Irlanda (Zimmer, Bischoff); Bischoff sosteneva che fosse ebreo o avesse avuto almeno una formazione ebrea. Le prove della provenienza gallica riguardano in particolare un passo di Abbone di Fleury (tardo X sec.) che ne parla come Virgilius Tolosanus, dando tuttavia indicazioni di opere che non corrispondono a quelle da noi conosciute, quindi l’identificazione è del tutto incerta (non esiste un altro autore così chiamato in altre fonti); altre prove riguardano le allusioni alla Gallia e in particolare l’enigmatico riferimento ai Galli nostri, che Herren identifica tuttavia come una distinzione fra il proprio gruppo linguistico e quello dei Galli; un confronto dell’opera di Virgilio con le Mitologiae di Fulgenzio proposto da Adamik ha rivelato delle vicinanze fra i due testi che potrebbero far pensare a una comune appartenenza (la Gallia) ed epoca storica (l’inizio del VI sec.), che tuttavia non può essere accettata se si considera la quasi certa influenza di Isidoro nell'opera di Virgilio. Le prove della provenienza spagnola riguardano un’unica indicazione conservata nella Biblioteca Ambrosiana di Milano, che ne parla come Virgilius Presbiter Hispanus; non esistono altre attestazioni simili. Le prove della provenienza irlandese riguardano la rilevante tradizione in manoscritti irlandesi, tanto che si può essere abbastanza certi che i primi lettori di Virgilio fossero irlandesi oppure inglesi con connessioni con l’Irlanda, oltre che la presenza di influenze dell’irlandese, lingua non molto comune al di fuori dell’Irlanda stessa, all'interno del testo: all'interno dell’opera si trovano parole irlandesi curiosamente cambiate per sembrare latine (ad esempio variano di una lettera) e sono presenti connessioni etimologiche fra latino e irlandese.

## Opere
Le due opere conosciute di Virgilio Grammatico sono le Epitomae e le Epistolae, due trattati grammaticali di incerta natura e finalità.

### Contenuto
I contenuti delle Epitomae sono modellati sull'opera del grammatico antico Donato, l’Ars Maior: diversi capitoli dedicati alle unità linguistiche minime (lettere, sillabe, unità metriche), trattazione delle otto parti del discorso (nomi, pronomi, verbi, avverbi, participi, preposizioni, congiunzioni e interiezioni), sillabismo, etimologie, lista dei precedenti grammatici; le Epistolae corrispondono all’Ars minor di Donato e trattano solamente delle otto parti del testo.
La stranezza degli scritti riguarda la presenza sia di contenuti tipici dei trattati di grammaticali medievali (De littera, De syllaba, De metris) sia sezioni particolari, come il De cognominatibus, raccolta di particolari etimologie e il De catalogo grammaticorum, lista di grammatici fin dal tempo di Donato di Troia, grammatico fittizio; la trattazione è inoltre inframmezzata da aneddoti ed excursus su vari argomenti, in particolare:
- Nella prefazione delle Epistolae, indirizzata a Iulio Germano Diacono, Virgilio parla delle visione di due fiumi che si incontrano, di acqua e di vino, interpretata allegoricamente come l’incontro fra le scritture e la filosofia o eloquenza: Virgilio incoraggia il suo interlocutore, che è posseduto dalla prima, a bere più liberamente la seconda.[9]
- Discussioni sulle arti libere e teorie grammaticali completamente contrarie o non concepite dalle convenzionali teorie grammaticali; ad esempio nel definire le consonanti e le vocali, afferma:

Quaedam quidem uocalium mobiles sunt, quaedam autem stabiles, mobilesque aliquoties fortes (…) mulae [sic] praeterea litterarum ob hoc fortes fortitosae sunt, quia solae absque ullius alterius amminisculatione valent, ut a e o c. (Epitomae, II, 2, 31, 41) [Alcune delle vocali sono mobili, altre invece fisse, e le vocali mobili a volte risultano forti (…) inoltre molte lettere sono forti perché da sole, senza l’aggiunta di nessun'altra, hanno un significato, come a e o c.]
- Questioni di pseudo filosofia e religione; ad esempio parlando della sapientia (sapienza), derivata da sabor (sapore), Virgilio afferma di aver scelto quella dal sapore dolce, che si ottiene dalla dolcezza delle arti, comprendendo la forza delle parole e delle frasi, accogliendo quelle dolci e rigettando quelle amare, ovvero accogliendo solo quelle che secondo l'autore danno la conoscenza di ciascuna arte e materia.[10]
- Aneddoti storici e biografici, fra cui i grandi dibattiti delle scuole, in particolare riguardo ai dibattiti di grammatici, cui Virgilio sarebbe stato più volte testimone e che sarebbero andate avanti per settimane: racconta ad esempio del furioso dibattito svoltosi per due settimane, giorno e notte, fra due grammatici riguardo al fatto se il pronome latino di prima persona singolare ego avesse o meno il caso vocativo[11]; o anche quando descrive la controversia sui verbi incoativi fra due grammatici che rimasero quindici giorni e quindici notti senza dormire, arrivando quasi allo scontro armato, schierando due eserciti di tremila uomini per parte.[12]
- La teoria dei dodici latini, dei quali solamente uno sarebbe in uso e con il quale i latini scrivono i loro testi: oltre alla prima forma, quella consueta, la quinta è detta Metrofia, cioè intellettuale, con una serie di termini (come gal, regno, e clitps, nobiltà) per cui tutto il mondo è retto da queste cose e prospera per esse; la settima forma viene detta Sincolla, cioè molto breve, ovvero quando un intero verso è reso con una sola parola (come gears, badate ai vostri costumi e amate il bene)[13]; la teoria prende probabilmente spunto dalla divisione in quattro latini di Isidoro.[14]

### Significato
Il significato dell’opera è oscuro, non rientrando nei classici canoni dei trattati grammaticali, tanto che la ricerca riguardo alle fonti grammaticali si è rivelata poco proficua e sembra che le citazioni e le divagazioni siano frutto della sua originalità creativa; più che un trattato grammaticale è probabile che si tratti di un testo letterario e con ogni probabilità parodistico o comunque con finalità comiche, considerato da Lehmann come una riuscita parodia. Gli effetti comici interni all'opera sono diversi:
- il contrasto di una fonte autorevole con una evidentemente infondata, ma indicando la superiorità di quest’ultima;
- la reductio ad absurdum[17]: porre un’indicazione isidoriana ma con la modifica di un piccolo particolare, introducendo accostamenti improvvisi ed esilaranti;
- procedimento per climax per affermazioni ipotesi più prevedibili e meno anomale verso quelle sempre più astruse.

I limiti di questa interpretazione sono stati indicati da diversi autori, che hanno invitato a leggere l’opera con serietà e inserirla nel contesto pedagogico legato all'insegnamento scolastico, quindi non continuamente e programmaticamente parodistico; questa tesi è stata tanto più sottolineata dall'analisi di Law sul contenuto sapienziale dell’opera, rivelando una figura piuttosto poliedrica di un autore che non può essere ridotto a semplice parodista.

### Fonti
Le fonti citate all'interno dell’opera sono probabilmente fittizie: alcuni sono autori classici (diversi Ciceroni, Lucani, Donati), altri personaggi classici e storici (Enea, Cornelio, Marcello), mente altri sono incomprensibili e forse di origine barbara (Bregandus, Luugenocus, Fassica), ma Virgilio li indica sempre come latini o romani e dice di essere anche a conoscenza dei lavori dei greci ed ebrei; probabile quindi che le “citazioni” interne all'opera siano in realtà asserzioni dell’autore stesso attribuite a personaggi fittizi.
Le fonti reali sono probabilmente Donato e Prisciano per le parti strettamente grammaticali; per le etimologie l’influenza di Isidoro è dovuta anche al pensiero generale alla base dell’opera isidoriana, ovvero che il significato della parola risieda già nel suo significante; altre fonti sicure sono la Bibbia e i Padri della Chiesa, soprattutto Girolamo; la conoscenza dei classici è invece estremamente limitata: Virgilio dimostra di non conoscere la prosodia classica, gli autori classici citati sono fittizi, e questo potrebbe deporre a favore della sua collocazione in area irlandese, dal momento che la lettura dei classici continua a esistere nel VII sec. in area iberica e nel nord Italia, mentre gli irlandesi che conoscevano i classici li conoscevano solamente se emigrati nel continente.

### Influenza post-morte
Tutti i grammatici che usano Virgilio prima del IX secolo (Aldelmo, Bonifacio e Beda) sono inglesi, mentre le prime opere del IX secolo che traggono citazioni da Virgilio, sia direttamente sia tramite raccolte di estratti, sono di origine continentale. Bonifacio e Beda, e forse Alcuino nel De ortografia, utilizzano esclusivamente le Epitomae; con l'eccezione del riferimento nell'opera di Aldelmo, l’uso delle Epistolae è attestato solamente nel IX sec. in area continentale. In generale le Epitomae erano meglio conosciute rispetto alle Epistolae, che infatti sono tramandate da un singolo manoscritto degli inizi del IX secolo.
Benché si trovino moltissime testimonianze di riuso dell’opera virgiliana in area irlandese, il testo non fu capito dai medievali: si trattava di una parodia difficile e dotta, prodotta per un ambiente ancora ricco di sollecitazioni e della presenza della cultura antica vissuta all'insegna della continuità; questa caratteristica, secondo Polara, mette in dubbio la sua provenienza irlandese: sembra che nessuno degli irlandesi abbia capito la comicità dell’opera ed è strano se si trattava del pubblico che Virgilio aveva in mente. In generale nessuna grammatica che trae contenuti da Virgilio ne trae le parti comiche o, se le trae, non le tratta effettivamente come tali.
Una teoria alternativa per spiegare lo strano carattere della sua ricezione è stata proposta da Gamberini che nota che il periodo in cui vengono compilati i codici oggi conosciuti (IX sec.) rappresenta anche la fine della diffusione del testo; a questo si aggiunge che parti consistenti del testo, soprattutto quelle più comiche e bizzarre, non sono recepite da alcuna grammatica e questo mette in dubbio che il testo oggi conosciuto fosse quello conosciuto fino al IX sec.: la riforma carolingia si dimostrò particolarmente ostile verso i vecchi modelli di insegnamento irlandese, imponendone di nuovi ed è possibile che in questo processo la grammatica di Virgilio, così bislacca e oscura, sia stata messa da parte favorendo un metodo di insegnamento più moderno e razionale; in questo contesto l'opera virgiliana sarebbe quindi stata attaccata nei contenuti, rendendola materiale per una rielaborazione di stampo satirico, con interpolazione di parti comiche originariamente assenti, che avrebbero prodotto i tre manoscritti oggi conosciuti; la tradizione indiretta, al contrario, mancante delle parti comiche, rappresenterebbe il testo più antico e irrimediabilmente perduto.

### Tradizione manoscritta
Le Epitomae sono conservate, con lacune di varia grandezza, in tre manoscritti del IX sec.:
- Paris, Bibliothèque Nationale de France, lat. 13026
- Amiens, Bibliothèque Municipale, 426
- Napoli, Biblioteca Nazionale, IV.A.34

Inoltre sono conservati sette frammenti:
- Wien, Nationalbibliothek, Ser. nov. 85 + Ser. nov. 3762
- Roma, Angelicum, cod. misc. v.3.22
- Montpellier, Bibliothèque Interuniversitaire, Section de Médecine H 306
- Milano, Biblioteca Ambrosiana, M 79 sup.
- Milano, Biblioteca Ambrosiana, F 60 sup.
- Paris, Bibliothèque nationale de France, lat. 7930
- München, Bayerische Staatsbibliothek, Clm 29478/1

Solamente i codici di Napoli e di Amiens conservano tutti i quindici capitoli delle Epitomae, di cui gli ultimi tre in forma abbreviata.
Le Epistolae sono conservate solamente nel codice di Napoli. Esiste inoltre una ricca tradizione di raccolte di estratti dall'opera di Virgilio.

### Edizioni e traduzioni
- J. Huemer, Virgilii Maronis grammatici opera, Leipzig, 1886
- B. Löfstedt, Virgilius Maro Grammaticus: Opera Omnia, Munich, 2003
- A. Mai, De octo partibus orationis (Epistolae I–VIII). Accedunteiusdem epitomae, Roma, 1833
- G. Polara, Virgilio Marone grammatico: Epitomi ed Epistole, Napoli, 1979 (con traduzione italiana)
- D. Tardi, Les Epitomae de Virgile de Toulouse, Parigi, 1928 (con traduzione francese)

### Studi
- B. Bischoff, Die "zweite Latinität" des Virgilius Maro Grammaticus und seine jüdische Herkunft', in Mittellateinisches Jahrbuch 23, (1988[1991]), pp. 11–16
- D. de Montgailhard, Le vrai Virgile toulousain, in Revue des Pyrénées, Tolosa, 1902
- É. Ernault, De Virgilio Marone, grammatico tolosano, Parigi, F. Wiewey, 1886
- R. Gamberini, Divertirsi con la grammatica: riflessioni sulla storia del testo delle "Epitomae" e delle "Epistolae" di Virgilio Marone Grammatico, in Filologia mediolatina, 21 (2014), pp. 23-52
- M. Herren, Some New Light on the Life of Virgilius Maro Grammaticus, in Proceedings of the Royal Irish Academy, 79, 1979, pp. 27–71
- M. Herren, The Hiberno-Latin Poems in Virgil the Grammarian, in De Tertullian aux Mozarabes. Mélanges offerts à J. Fontaine, ed. L. Holtz, Parigi, 1992, pp. 141–55
- M. Herren, Virgil the Grammarian: a Spanish Jew in Ireland?, in Peritia,  9 (1995), pp. 51–71
- D. Howlett, Seven Studies in Seventh-Century Texts, in Peritia, 10 (1996), pp. 1–70
- P. Lambert, Deux notes sur Virgile le grammarien, in Mélanges François Kerlouégan, ed. D. Couso, N. Fick and B. Poulle, Parigi, 1994, pp. 141–55
- V. Law, Fragments from the Lost Portions of the Epitomae of Virgilius Maro Grammaticus, in Cambridge Medieval Celtic Studies, 21 (1991), pp. 113–25
- V. Law, Learning to Read with the oculi mentis: Virgilius Maro Grammaticus, in Journal of Literature and Theology, 3 (1989), pp. 159–72
- V. Law, Serious Aspects of the Wordplay of Virgilius Maro Grammaticus, in L’héritage des grammariens latins de l’Antiquité aux Lumières: Actes du colloque de Chantilly, 2–4 septembre 1987, ed. I. Rosier, Lovanio, Parigi, 1988, pp. 121–31; proposto con modifiche in Grammar and Grammarians in the Early Middle Ages, Londra, 1997, pp. 224–45
- V. Law, The Insular Latin Grammarians, Woodbridge, 1982
- V. Law, Wisdom, Authority and Grammar in the Seventh Century: Decoding Virgilius Maro Grammaticus, Cambridge, 1995
- B. Löfstedt, Spät- und Vulgarlateinsiches in der Sprache des Virgilius Maro Grammaticus, in Latomus, 40 (1981), pp. 121–6
- B. Löfstedt, Textkritische Notizen zu Virgilius Maro Grammaticus, in Latomus, 40 (1981), pp. 828–9
- B. Löfstedt, Zu den Quellen des Virgilius Maro Grammaticus, in Eranos, 79 (1981), pp. 117–19
- B. Löfstedt, Zum Wortschatz des Virgilius Maro Grammaticus, in Philologus, 126 (1982), pp. 99–110
- C. Marty-Laveaux, Examen des œuvres de Virgilius Maro, Thèse de l'Ecole des chartes, bibliothèque de l'Ecole des chartes, 1849
- Ó Cróinín, The date, provenance, and earliest use of the writings of Virgilius Maro Grammaticus, in Tradition und Wertung. Festschrift für Franz Brunhölzl, ed. G. Bernt et al., Sigmaringen, 1989, pp. 13–22
- A. P. McD. Orchard, Some Aspects of Seventh-Century Hiberno-Latin Syntax: a Statistical Approach, in Peritia, 6–7 (1987–88), pp. 151–201
- G. Polara, Virgilio Marone e la parodia delle dottrine grammaticali, in L’héritage des grammariens latins de l’Antiquité aux Lumières: Actes du colloque de Chantilly, 2–4 septembre 1987, ed. I. Rosier, Lovanio, Parigi, 1988, pp. 109–20
- K. Smolak, Der dritte Virgil: ein Jüdischer Satiriker des Frühmittelalters?, in Wiener Humanistisch Blätter, 30 (1988), pp. 16–27
- T. Stangl, Virgiliana, Hansebooks, Monaco, 1891